# Polymixis lutescens
Polymixis lutescens är en fjärilsart som beskrevs av Turati. Polymixis lutescens ingår i släktet Polymixis och familjen nattflyn. Inga underarter finns listade i Catalogue of Life.